# Aigremont (Haute-Marne)
Aigremont ist eine französische Gemeinde mit 26 Einwohnern (Stand 1. Januar 2022) im Département Haute-Marne in der Region Grand Est; sie gehört zum Arrondissement Langres und zum Gemeindeverband Communauté de communes des Savoir-Faire. Die Bewohner werden Aigremontois und Aigremontoises genannt.

## Geografie
Aigremont liegt an der Apance, rund 44 Kilometer östlich der Stadt Chaumont nahe der Grenze zum Département Vosges.

## Geschichte
Die Mechanisierung der Landwirtschaft führte zu einer starken Abwanderung im späten 19. Jahrhundert und im 20. Jahrhundert. Aigremont gehört historisch zur Bailliage de Langres innerhalb der Provinz Champagne. Der Ort gehörte von 1793 bis 1801 zum District Bourbonne, von 1793 bis 1801 zum Kanton Sergneux und seit 1801 zum Kanton Bourbonne-les-Bains.

## Bevölkerungsentwicklung
| Jahr                       | 1962 | 1968 | 1975 | 1982 | 1990 | 1999 | 2006 | 2012 | 2019 |
| Einwohner                  | 42   | 44   | 31   | 23   | 19   | 18   | 21   | 22   | 23   |
| Quellen: Cassini und INSEE |      |      |      |      |      |      |      |      |      |

## Sehenswürdigkeiten
- Kirche Saint-Sébastien aus dem 13.–16. Jahrhundert, seit 1926 als Monument historique eingeschrieben
- Wegkreuz an der Route de Serqueux